# 青春 僕/青春 俺
「青春 僕/青春 俺」（せいしゅん ぼく/せいしゅん おれ）は、フジテレビ系『クイズ!ヘキサゴンII』発の両A面シングル。矢口真里のソロデビューシングルで、エアバンドの1枚目のシングルである。2009年3月25日発売。レーベルおよび発売元はアップフロントワークス。

## 概要
元モーニング娘。の矢口真里にとってソロデビューシングルとなり、参加シングルとしてもモーニング娘。「大阪 恋の歌」以来4年ぶりのシングルである。2008年秋頃から『クイズ!ヘキサゴンII』の常連出演者となった矢口に対し、番組司会者の島田紳助が「矢口も（CDを）出すか」と持ちかけたことから実現に至った。
エアバンドにとっても初のシングルで、波田陽区、金剛地武志以外のメンバーにとっては芸歴の中で初のCDシングル参加作品となる。エアバンドは「2009年末で解散した」とされ、最初で最後のシングルとなった（ただし、実際は形を変えながらも『ヘキサゴンII』に関する企画の終了時まで存続している）。
CDジャケットは片面が矢口、片面がエアバンドとなっている。『ヘキサゴンII』から出された初のスプリット・シングル（収録曲のアーティストが異なるシングル）で、これ以降は同番組発のシングルは大半がこの形式となる。また、Paboや羞恥心のメンバーが参加していないシングル、作曲者が高原兄以外の人物によるシングル、としても初の作品である。

## 解説
「青春」という楽曲のバージョン違いで、矢口が「僕」バージョンの「青春 僕」、エアバンドが「俺」バージョンの「青春 俺」を歌っている。歌詞の一人称「僕」と「俺」の部分が違うだけで、曲全体の構成や編曲の基本も一緒である。ただし、「青春 僕」は変ニ長調、「青春 俺」はト長調と、五度圏の反対同士の調性となっている。
ロック調の楽曲で、矢口はTシャツにジーンズの衣装で、スタンドマイクでの歌唱。エアバンドは前作「アブラゼミ♂ 東京バージョン」と同じ白いツナギの衣装。
発売3日後にラゾーナ川崎でミニライブと握手会が行われた際に、両者が合体した「青春 スペシャルエディション」が披露された。「青春 スペシャルエディション」はこの後も『ヘキサゴンII』や「ヘキサゴンファミリーコンサート2011」などで披露されている。

## 収録内容

### CD
1. 青春 僕 / 矢口真里
  - 作詞：カシアス島田 作曲：ユウキ 編曲：斎藤文護、岩室晶子
2. 青春 俺 / エアバンド
  - 作詞：カシアス島田 作曲：ユウキ 編曲：斎藤文護、岩室晶子
3. 青春 僕 (Instrumental)
4. 青春 俺 (Instrumental)

### DVD
1. 「青春 僕」ミュージックビデオ
2. 「青春 俺」ミュージックビデオ

### 初回封入特典
- トレーディングカード

全10種類のうち1枚がランダム封入されている。中には、里田まい（里田まい with 合田兄妹の時の衣装）が写っている物がある。

## 収録アルバム
- WE LOVE ヘキサゴン2009 （2009年10月21日、ポニーキャニオン） - 矢口真里×エアバンド名義の「青春 Special Edition」を収録。
- プッチベスト10 （2009年12月2日、zetima） - 「青春 僕」収録。